# Ligue guinéenne de football professionnel
La Ligue guinéenne  de football professionnel (LGFP) est une association qui assure, sous l'autorité de la Fédération guinéenne de football, la gestion des activités du football professionnel en Guinée avec notamment l'organisation du championnat de Guinée de football ainsi que du championnat de Guinée de deuxième division.
La ligue guinéenne de football professionnel est créée en 2016.

## Histoire
DIAWARA LANCINE